# Anton Witek
Anton Witek   (Žatec, 7 de gener de 1872 - Winchester, 19 d'agost de 1933) va ser un violinista bohemi.

## Biografia
Va estudiar al Conservatori de Praga amb Antonín Bennewitz. Del 1894 al 1909 va ser concertino de lOrquestra Filharmònica de Berlín. Va donar concerts amb la pianista danesa Vita Witek, després s'hi va casar i des del 1902 també va actuar com a part del Trio Filharmònic de Berlín amb la seva dona i el violoncel·lista Joseph Malkin. Va impartir classes al "Conservatori Stern" i al "Conservatori Klindworth-Scharwenka" (entre els seus estudiants, en particular, Cecil Burley). Juntament amb Willie Burmester, és considerat un dels primers violinistes notables a canviar (c.1906) des de cordes de filferro fins a cordes d'acer.
El 1910 es va traslladar als Estats Units, ocupant el lloc d'acompanyant de lOrquestra Simfònica de Boston. El 1917 va interpretar per a l'orquestra l'arranjament de l'himne nacional americà, la interpretació del qual es va convertir en una tasca particularment important arran de l'escàndol que envoltava el líder de l'orquestra Karl Muck. En el període de Boston, va reprendre el trio de piano amb la mateixa formació, inclòs Joseph Malkin, que també s'havia traslladat als Estats Units. Després de 1918 va treballar a lOrquestra de Frankfort.